# 実 (アルバム)
『実』（み）は、日本のバンド・FLOWER FLOWERの1枚目のスタジオ・アルバム。2014年11月26日にソニー・ミュージックレーベルズの内部レーベルであるソニー・ミュージックレコーズから発売された。

## 解説
デビュー以来配信限定で作品をリリースしてきたFLOWER FLOWERにとって初となるCD作品。これまでに配信でリリースされてきた「月」「素晴らしい世界」などを含む全13曲を収録。2014年8月30日に配信リリースされた両A面シングル「夏/秋」は収録されていない。
初回生産限定盤と通常盤の2種類がリリースされ、初回生産限定盤には2013年10月7日に開催された自主企画ツアーイベント「インコの群れ」渋谷CLUB QUATTRO公演のライブ映像等が収録されたDVDが付属する。
yuiは作品のリリースに際して、「このメンバーで音を出せたら何でもいいなと思っていて。でも、心の中には“破壊”という感情があったのは確かです。どんなふうに受け取ってもらえるのかはわからないのですが、何か衝撃の1つでも起こせたらなあと思います」と話している。

## 収録曲
全曲、作詞：yui／作曲・編曲：FLOWER FLOWER（特記以外）
1. 願い (6:15)
2. 神様 (3:25)
2014年5月21日に配信リリース[5]。
3. 空気 (5:06)
2014年11月5日より先行配信[4]。
4. とうめいなうた (5:21)
作曲：yui
2014年10月29日より先行配信[3]。
5. おはようのキスを (5:06)
作曲：yui
6. 水滴 (5:11)
7. 素晴らしい世界 (3:42)
テレビ東京系ドラマ24『玉川区役所 OF THE DEAD』エンディングテーマ[6]。
2014年10月1日に配信リリース[6]。
8. 席を立つ (4:27)
9. ひかり (7:07)
10. きみのこと (6:51)
作曲：yui
2014年11月12日より先行配信[7]。
11. スタートライン (5:50)
12. 月 (4:41)
au「PERFECT SYNC. /REAL」篇CMソング[8]。
2013年7月3日に配信リリース[8]。
13. バイバイ (6:08)
2014年11月19日より先行配信[7]。

### DVD（初回生産限定盤のみ）
Live at SHIBUYA CLUB QUATTRO 2013.10.07
1. 席を立つ
2. 神様
3. スタートライン
4. 月
5. 素晴らしい世界
6. バイバイ
7. 願い